# Парламент благотворителей
Парламент благотворителей (доноров, жертвователей, спонсоров, меценатов) — форма реализации социальной ответственности граждан по месту жительства или работы. Это инновационная технология по включению жителей региона в активную социально деятельность через сбор и распределение частных пожертвований на социально значимые проекты и мероприятия.
Идея привлечения демократическими процедурами частных жертвователей к распределению собственных частных пожертвований относительно новая. Социальная технология по работе с частными жертвователями в регионе была предложена в 1995 г. Штефаном Раймерсом в Гамбурге (Германия). В 1996 г. был образован Гамбургский парламент благотворителей — Hamburger Spendenparlament Архивная копия от 5 февраля 2022 на Wayback Machine (дословный перевод с немецкого: Гамбургский парламент пожертвований).

## Принципы работы Парламента благотворителей
1. Работа с частными пожертвованиями.
2. Инициатива частных лиц.
3. Прозрачность в распределении средств.
4. Демократичность.
5. Общественная экспертиза устойчивых и развивающихся социальных проектов.
6. В деятельности Парламента может принимать участие любой житель региона независимо от своего социального и финансового статуса.

Как работает Парламент благотворителей
1. Любой житель региона независимо от социального или финансового статуса может внести в фонд Парламента определённую сумму. Например, годовой взнос члена Гамбургского парламента благотворителей составляет минимум 60 Евро. В Парламенте благотворителей Липецкой области взнос в фонд заседания по распределению пожертвований равен 300 рублям. С внесением суммы член парламента поучает право голоса при принятии решения по распределению собранной суммы на представленные социальные проекты.
2. Одним из существенных источником увеличения размера фонда заседания Парламента являются благотворительные пожертвования организаций. Например, в 2010 г. годовой бюджет Гамбургского парламента благотворителей составлял почти 700.000 Евро. 200.000 Евро — это были взносы членов Парламента (60 Евро), остальная сумма накапливалась за счёт благотворительных пожертвований организаций. К последним добавлялись средства, которые были завещаны гамбургцами.
3. Величина внесённых средств никак не влияет на «вес» голоса при голосования: один взнос равен одному голосу.
4. В период между заседаниями работает Финансовая комиссия. В задачу финансовых комиссаров (немецкое наименование) или экспертов-аудиторов (российский вариант), которые работают исключительно на добровольной основе, входит оценка проектных заявок, консалтинг в создании эффективных и экономичных проектов. Такая работа необходима для того, чтобы на заседании члены Парламента были убеждены в том, что собранные частные пожертвования принесут долгосрочный социальный эффект (будут успешно инвестированы).
5. На заседаниях по распределению средств финансовые комиссары (эксперты-аудиторы) презентуют парламентариям проекты, дают рекомендации по окончательному принятию решений.
6. Парламентарии обсуждают проекты и путём голосования принимают решение поддержать или не поддержать проект, а если поддержать, то в каком объёме. Возможна ситуация, когда собрание может «урезать» бюджет, или же наоборот его увеличить, если окажется, что проект имеет высокую социальную значимость
7. Заседания длятся 2-3 часа, проводятся 2-4 раза в год.
8. Вся работа оргкомитета, а также Финансовой комиссии Парламента благотворителей осуществляется на добровольной основе. Чтобы обеспечить поддержку административной и информационной работы финансовыми или техническими ресурсами, Парламент принимает целевые пожертвования от граждан и организаций. Из собранных частных пожертвований на социальные проекты оргкомитет не тратит ни копейки.

## Социальный эффект Парламента
1. Запускается прозрачный и эффективный механизм работы с частными пожертвованиями и участия граждан и организаций в социально-экономической жизни местного сообщества.
2. Создаётся возможность для формирования нового источника финансирования социально-значимых проектов.
3. Сам Парламент — это площадка для коммуникации между представителями власти, общества и сферы бизнеса по теме благотворительной деятельности в регионе. Деньги, их распределение несут второстепенную функцию. Парламент — это долгосрочный социально-инженерный проект.
4. Обсуждение важности тех или иных социальных тем выполняет функцию диагностики социальной ситуации в ближайшем социальном окружении.
5. Обсуждения парламентариев являются посланием обществу, власти, бизнесу, на что обратить первостепенное значение в реализации социальной политики.
6. Участие в заседаниях Парламента формирует социальную ответственность жителей за регион, в котором они проживают.
7. Институт аудиторско-экспертного сопровождения социально значимых проектов и инициатив создаёт, с одной стороны, условия соревновательности в социальном проектировании, а с другой стороны, стимулирует разработку наиболее эффективных и реалистичных социальных проектов.
8. Парламент может выполнить исследовательскую функцию в организации развития форм активности местного сообщества, развития территории.

Чем полезна поддержка Парламента организации (включая бизнес-структуры)
1. Формирование позитивного имиджа организации в регионе.
2. Поддерживая деятельность Парламента, организация демонстрирует местному сообществу свои ценности в сфере корпоративной социальной ответственности.
3. Создаётся возможность более тесного контакта с местным сообществом (организация работает в конкретном регионе, в самой компании трудятся жители этого региона).
4. Последнее, в частности, может в определённой степени помогать организации исследовать рынок для продвижения своих товаров и услуг в регионе.

## История и современное состояние Парламентов благотворителей

### Германия
Автор идеи — Штефан Раймерс (Stephan Reimers), род. 30.061944, бывший руководитель Диаконической службы Немецкой лютеранской церкви в Гамбурге. Ш.Раймерс — инициатор создания в Гамбурге нескольких эффективных технологий в области социальных работы, таких как уличная газета «Hinz&Kunzt», которую в Гамбурге распространяют сами бездомные; «Hamburger Tafel» (технология, похожая на Food Banks) — сбор у производителей пищевых продуктов и торговых сетей пищевых продуктов, которые считаются ими негодными (незначительно повреждена упаковка, осталось мало времени до истечения срока годности), а также приём пожертвований в виде продуктов и передача их безвозмездно или за символическую плату нуждающимся.
В 6 ноября 1995 г. Ш.Раймерс впервые представил проект «Гамбургский парламент благотворителей» общественности. В январе 1996 г. Парламент был зарегистрирован как юридическое лицо. 9 февраля 1996 г. был избран Президиум и Финансовая комиссия. 27 марта состоялось первое заседание по распределению частных пожертвований. Было рассмотрено и поддержано 11 проектов, на их реализацию было собрано 105.000 немецких марок. Уже на 2-м заседании было поддержано 38 проектов на сумму 556.900 немецких марок, в частности 32.000 марок были выделены на покупку и организацию работы ночного автобуса-столовой для бездомных.
С 1996 г. Гамбургский парламент благотворителей поддержал более 930 проектов на сумму более 8,3 млн. Евро (по состоянию на апрель 2013 г.). Среди этих проектов, например, приходские столовые для бездомных, профориентация молодых людей, нарушивших закон, поддержка инвалидов из числа пожилых, а также молодых людей, консультационное сопровождение женщин и детей, оказавшихся в сложной жизненной ситуации. Многие проекты реализуются в проблемных районах города.
В настоящее время членами Парламента являются 3400 жителей города, представляющих разные социальные слои. Ежегодный взнос парламентария составляет минимум 60 Евро. Чаще всего такие пожертвования перечисляются на счёт Парламента ежемесячно по 5 Евро.

### Принципы работы Гамбургского парламента благотворителей
1. Парламент благотворителей независим ни от каких политических сил и взглядов, а также от конфессиональной принадлежности.
2. Частные пожертвования перечисляются только на устойчивые долгосрочные проекты, направленные на борьбу с бездомностью, бедностью и одиночеством/изоляцией; эти проекты должны быть реализованы исключительно в Гамбурге.
3. Проекты поддерживаются как правило только один раз.
4. Все членские взносы и пожертвования свободны от налогов.
5. Все обсуждения и принятия решений проходят на открытых заседаниях; в них могут принимать участие также и гости Парламента.

## Парламенты благотворителей Германии (20)
В настоящее время в Германии с разной степенью активности работает 20 Парламентов благотворителей.
- Бад Зегеберг (Segeberger Spendenparlament)
- Бад Ольдесло (Bad Oldesloer Spendenparlment)
- Берлин (Berliner Spendenparlament)
- Бонн (Bonner Spendenparlament)
- Брауншвейг
- Вольфсбург (Wolfsburger Spendenparlament)
- Вюрцбург (Würzburger Spendenparlament)
- Детмольдт (Spendenparlament Lippe)
- Дортмунд (spenDObel — Dortmunder Spendenparlament)
- Гамбург (Hamburger Spendenparlament)
- Гёрлиц (Görlitzer Spendenparlament)
- Зальцгиттер (Spendenparlament Salzgitter)
- Мюнден (Spendenparlament Hann.Münden)
- Райнбек (Spendenparlament Reinbeck und Umgebung)
- Ройтлинген (Reutlinger Spendenparlament)
- Фленсбург (Spendenparlament Flensburg und Umgebung)
- Хайде (Spendenparlament Dithmarschen)
- Целле (Celler Spendenparlament)
- Эльмсхорн (Elmshorner Spendenparlament)
- Парламент благотворителей земли Шлезвиг-Гольштейн (Spendenparlament Schleswig-Holstein)

## Парламенты благотворителей в других странах

### Швейцария (2)
- Базель (Basler Spendenparlament)
- Цюрих (Züricher Spendenparlament)

### Австрия (1)
- Вена (Wiener Spendenparlament)

### Бельгия (1)
- Брюссель (Brüsseler Parlement de Donateurs)

## Парламенты благотворителей в России
Впервые с технологией Парламент благотворителей познакомились в Санкт-Петербурге в 1998 году, когда в городе находилась делегация из Гамбурга.
Лишь только в 2010 году сотрудники НП «Институт обучения через опыт» смогли подробно познакомиться с деятельностью Гамбургского парламента благотворителей. Результатом такого знакомства стала разработка деловой имитационной игры «Парламент доноров» (авторы: Ю. Тюшев, О. Пылаева) с целью демонстрации и продвижения идеи работы с частными пожертвованиями в российские регионы. Первые деловые игры были проведены в 2010 году во Владивостоке, Хабаровске, Санкт-Петербурге, Липецке.
18 апреля 2011 году в России был создан 1-й (пока единственный) Парламент благотворителей Липецкой области. В 2011—2013 годах было проведено 5 заседаний по распределению частных пожертвований и рассмотрено 23 социально значимых проектов, 13 из которых были поддержаны из средств частных пожертвований.
Технология в Липецке в принципе повторяет работу Гамбургского парламента благотворителей, однако есть некоторые отличия в технологии сбора и распределения финансовых средств.
На данный момент работа Парламента благотворителей Липецкой области временно приостановлена.

## Технология Парламент благотворителей и другие технологии благотворительной деятельности

### Отличия деятельности Парламента благотворителей от работы Благотворительного фонда
1. Работа исключительно с частными пожертвованиями.
2. Открытые (прозрачные) процедуры принятия решений о финансовой поддержке тех или иных проектов.
3. Участие самих жертвователей — жителей региона — в обсуждении проектов и принятии решений о поддержке того или иного проекта.
4. Открытая работа экспертов-аудиторов, которые не только оценивают проекты «в кабинете», но и ещё оказывают авторам и организаторам консультативную поддержку по разработке и реализации проектов «в поле».
5. Поступающие частные пожертвования идут исключительно на финансирование проектов; административная и информационная работа Парламента осуществляется на добровольных началах, её техническая и финансовая поддержка осуществляется из целевых взносов организаций или частных лиц.
6. Главный социальный эффект Парламента благотворителей — это не сбор большого количество средств на благотворительный нужды, а это, в первую очередь, активизация жителей региона, привлечение их к участию в социальной работе, создание коммуникативной площадки, где эти жители не просто распределяют деньги, но и обмениваются идеями, информацией, опытом, предлагают иную, нефинансовую, помощь для реализации проектов.

### Парламент благотворителей иФонд местного сообщества
Эти социальные технологии дополняют деятельность друг друга.
1. Парламент благотворителей может быть подготовительным этапом перед созданием в регионе Фонда развития местного сообщества.
2. Парламент благотворителей может быть элементом ФМС (работа с частными пожертвованиями граждан) наряду с другими финансовыми институтами, такими как именные, фамильные фондами и т. д).
3. Одна из функций Парламента благотворителей как элемента ФМС осуществлять микрофинансирование небольших, или пилотных социальных проектов.
4. Парламент благотворителей в основном занимается благотворительной деятельностью, в то время как ФМС занимается широким спектром вопросов, касающихся местного сообщества (образование, здоровье, благоустройство и т. д.).
5. Парламент благотворителей — социальный проект, то есть создаёт социальные ценности,
6. Формирует позитивное отношение жителей к благотворительной активности, налаживает коммуникацию по вопросам социальной деятельности, объединяет людей, формирует культуру частных пожертвований.